# 互动百科诉百度百科侵权事件
互动百科诉百度百科侵权事件是指从2010年开始，互动百科向北京市海淀区人民法院提起民事诉讼，状告百度旗下百度百科大量侵犯互动百科著作权词条内容。此前，互动百科曾经多次发通知给百度要求其移除百度百科侵权词条内容，但是百度对此置之不理；互动百科以保护知识产权為由，最终将百度告上法庭。

## 事件经过
2010年10月27日，互动百科向北京市海淀区人民法院提起民事诉讼，状告百度百科大量侵犯互动百科著作权词条内容；海淀区法院随即受理案件，并且在法院的主持下，双方律师展开谈判。互动百科提出的调解协议内容为：

第一，立即移除侵犯互动百科著作权的词条内容及快照。
第二，冻结长期抄袭互动百科词条内容于百度百科的用户帐号，同时要求百度提供这些帐号的用户注册信息，互动百科保留进一步起诉该用户的权利。
第三，以管理员身份向涉及侵权的用户发布站内“警示函”，提醒百度百科用户在不注明出处前提下不得再抄袭互动百科内容，“警示函”内容需由互动百科确认。
第四，要求百度，对互动百科多次发送通知函并已签收情况下却不予回复行为做出解释，并保证日后类似事件的不再发生。 

根据《IT时报》记者调查了解到，百度百科抄袭互动百科词条至少数千条，在百度百科的“情感词条”随即一搜，对比之后便发现“豆腐渣婚姻”、“两地婚姻”、“凑合婚姻”和“婚姻年检”原原本本复制互动百科词条内容，而创建时间稍微晚于互动百科词条创建时间；同时，百度百科几十个活跃科友每天盯着互动百科的新词条，原封不动地复制粘贴词条内容。
互动百科向媒体透露，他们曾经数百次用电话或通知函的形式与百度进行沟通，但百度对此置之不理。
2011年年初，互动百科向国家工商行政管理总局提交针对百度的反垄断调查申请。
2011年3月1日，互动百科总裁潘海东曾对外界表示，已与部分全国人大代表和全国政协委员接触，希望他们在两会上就“拆分百度”提案；但此事最终未果。

## 开庭
2011年11月1日，互动百科状告百度垄断案在北京市第一中级人民法院开庭。其后，双方进行了调解，但由于该案件的文书在“中国裁判文书网”上并未公布，相关媒体也未持续跟进，此案进展不明。
2011年8月底，百度诉互动百科 CEO 潘海东名誉侵权案在北京市海淀区人民法院作出一审判决。判决书中表示，潘海东对百度的指责无事实依据，构成侮辱及诽谤的侵权行为，判处潘海东等赔偿百度人民币12万元并公开道歉。

## 社会反响
- 《赛迪网》评论：“百度百科与互动百科的纠纷由来已久。前者依靠自身强大的搜索引擎，长期以来霸占百科市场；而后者尽管自身不断创新努力，仍难以与其抗衡，实为无奈。”[5]